# 爆破
爆破（英語：blasting，blast）是指利用爆炸性物质的爆炸能量对周围介质产生剧烈作用，以达到预定目标的操作。

## 定义
广义的爆破泛指一切利用爆炸性物质的爆炸能量来达到预定目标的操作，如采矿爆破、建（构）筑物拆除爆破、废弃弹药销毁爆破、军事目标爆破、恐怖袭击爆破等。
狭义的爆破

主要指利用炸药的爆炸能量对介质做功来达到预定工程目标的操作，如采矿爆破、建（构）筑物拆除爆破、岩土开挖爆破、清淤炸礁爆破、爆炸加工（含金属破碎切割）、聚能爆破、地震勘探爆破、灭火爆破、堰塞坝抢险爆破等。
而工程界中常说的静态爆破只是通过化学膨胀剂反应来对周围介质产生较为缓慢的压力作用，而非一种爆破方法。

## 历史
爆破的历史与炸药、火工品工业历史是一脉相承的。
公元十三世纪阿拉伯作家阿布德·阿拉的著作中就出现了关于芒硝（黑火药的基本成分）的文字记载。但是，这可能不是芒硝的最早起源。早在公元十世纪前，中国人就已经开始使用硝石了，不过，那时他们只限于用硝石来制作爆竹和烟火。（黑）火药一直被当成是中国古代四大发明之一。据考察，中国四川省江油市的老君山是中国黑火药的发源地。
直到公元1248年，一个叫罗吉尔·培根的英国炼术士才公布了一张黑火药配方，而配方制成的东西当时被作为一种爆破剂来使用。公元1627年，黑火药第一次在匈牙利上波斯托伦的舍姆尼茨皇家矿山由卡斯培·温德尔用来爆破岩石。到1689年，黑火药已经推广到英格兰康沃尔各个锡矿的采矿作业中去了。
黑火药由于爆炸性能不强，一直作为烟火剂、推进剂被用于制造烟花爆竹、火药箭及早期火枪、火炮。在中国，尚无将黑火药用于爆破的早期文字记录。在美国，使用黑火药进行爆破的最早文献是在1773年，当时的康涅狄格议会在希姆斯彼利铜矿用爆破岩石的方法构筑了一间长15英尺宽12英尺的小监室。
2020年11月，阿联酋阿布扎比的一座144层的摩天大楼10秒钟被爆破拆除，成为使用炸药拆除的最高建筑物。

## 爆炸性物质
爆炸性物质是指本身具有爆炸特性的物质（物体）。

## 空氣污染及相關法例
為防範爆破所造成的空氣污染，部份地方設有法例監管，比如在香港，爆破工程30米以內所有範圍均需於爆破前事用水弄濕。又，除非獲得事先批准，否則強風訊號或3號或更高的熱帶氣旋警告訊號生效時不得進行爆破。

## 方法与技术
爆破前，使用硫酸破壞結構。